# Willroth

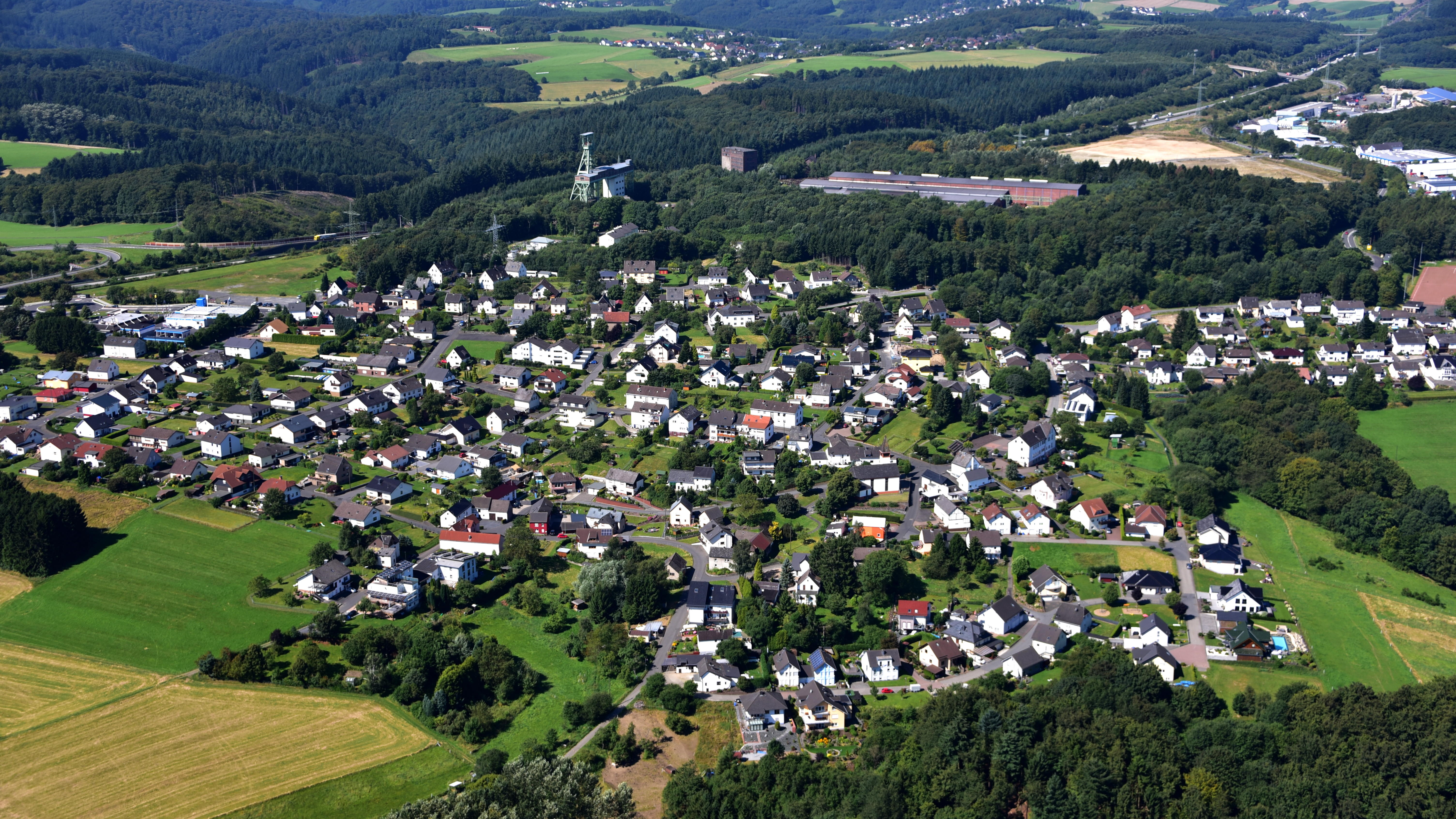
Willroth, Luftaufnahme (2016)

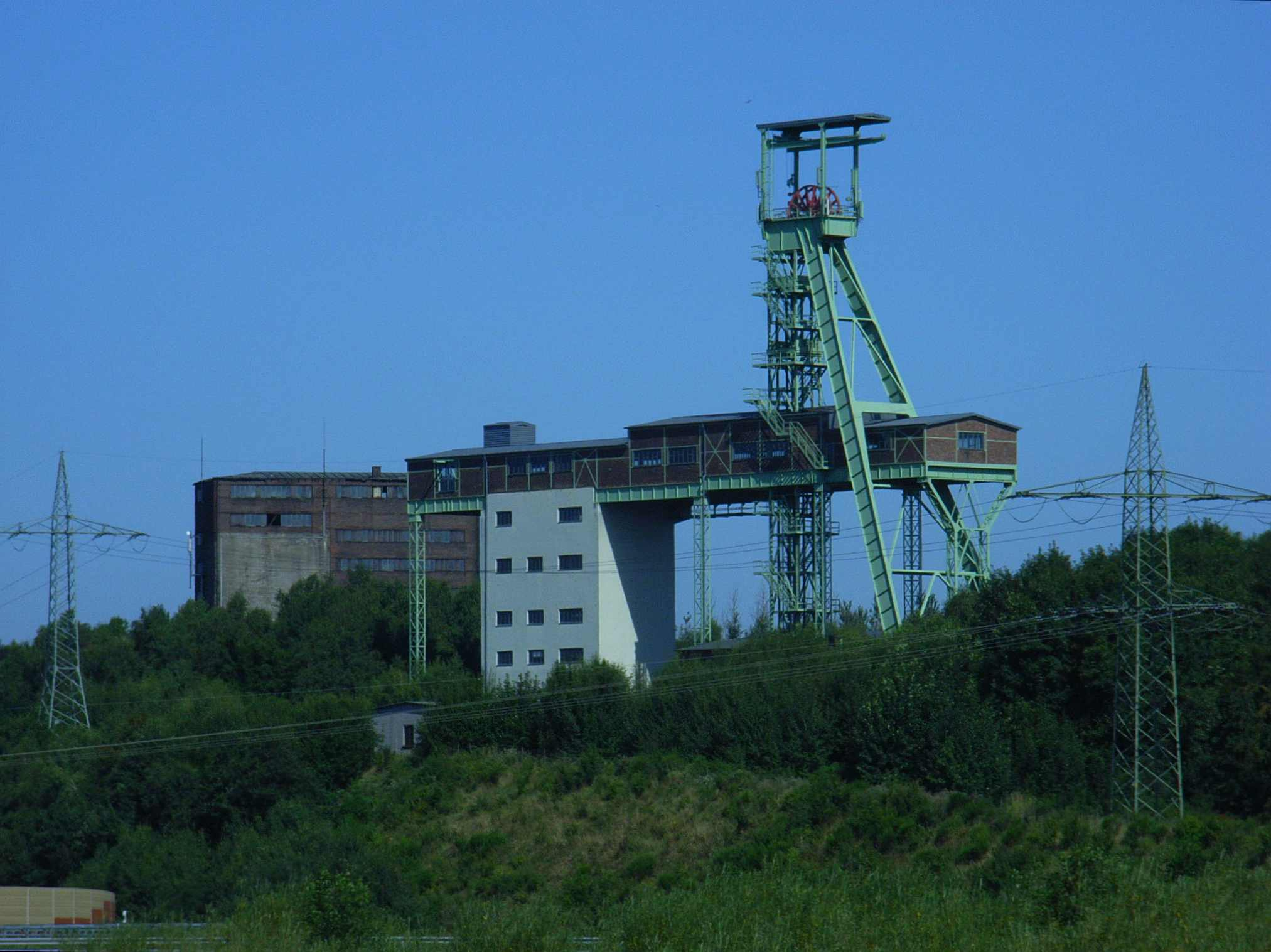
Fördergerüst der Grube Georg

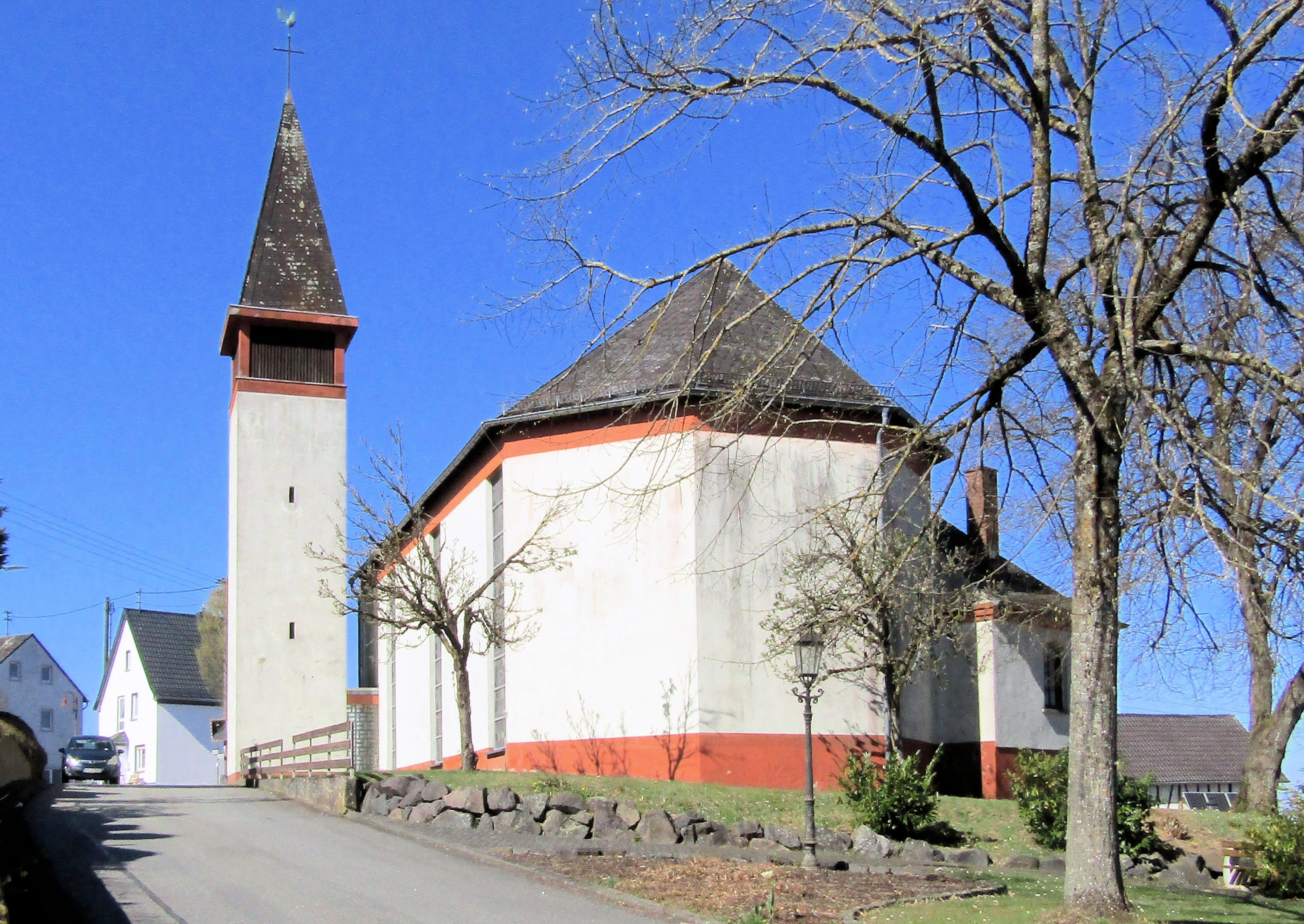
Kirche St. Theresa

Willroth ist eine Ortsgemeinde im Landkreis Altenkirchen (Westerwald) an der Grenze zum Landkreis Neuwied im nördlichen Rheinland-Pfalz. Sie gehört der Verbandsgemeinde Altenkirchen-Flammersfeld an.

## Geographie
Willroth als Grenzort des Landkreises Altenkirchen zum Landkreis Neuwied liegt mit 300 bis 402 m ü. NHN auf einer der Höhen des Westerwaldes. Die Gemarkung liegt im Naturpark Rhein-Westerwald.

## Geschichte
Der Name Willroth leitet sich vermutlich durch Lautverschiebung aus einer Bezeichnung für eine Grenze oder einen Grenzort ab. Erstmals urkundlich erwähnt wird der Ort 1338 in einer Urkunde, in der der Graf von Isenburg mit der Herrschaft Horhausen belehnt wird. Noch erhalten ist der Weiße Stein, an dessen Standort 1595 drei Landeshoheiten aufeinandertreffen: Isenburg als kurtrierischer Lehnsnehmer, dem Willroth nach wie vor angehörte, die Niedere und  die Obere Grafschaft Wied. Im Jahr 1664 fällt Horhausen, damit auch Willroth, an Kurtrier zurück, der Ort wurde dem Amt Herschbach zugeordnet. Nach der Auflösung des Kurfürstentums Trier kommt das Amt Herschbach 1803 zum Fürstentum Fürstentum Nassau-Weilburg, 1806 zum Herzogtum Nassau und 1815 zum Königreich Preußen, der Weiße Stein wird erneut Grenzstein, diesmal zwischen den 1816 neu geschaffenen Kreisen Altenkirchen und Neuwied im Regierungsbezirk Koblenz. Verwaltet wurde Willroth von der Bürgermeisterei Flammersfeld, die 1927 in Amt Flammersfeld umbenannt wurde. Seit 1968 ist Willroth eine verbandsangehörige Ortsgemeinde der Verbandsgemeinde Flammersfeld, der späteren Verbandsgemeinde Altenkirchen-Flammersfeld.
Willroth ist geprägt von seiner langen Bergbaugeschichte. Ein Zeuge davon ist das schon von weitem sichtbare Fördergerüst der ehemaligen Grube Georg. Mit der Schließung der Grube endete am 29. März 1965 der Erzbergbau im Westerwald.
Bevölkerungsentwicklung
Die Entwicklung der Einwohnerzahl von Willroth, die Werte von 1871 bis 1987 beruhen auf Volkszählungen:
| Jahr | Einwohner |
| 1815 | 88        |
| 1835 | 106       |
| 1871 | 159       |
| 1905 | 214       |
| 1939 | 294       |
| 1950 | 346       |

| Jahr | Einwohner |
| 1961 | 434       |
| 1970 | 518       |
| 1987 | 722       |
| 1997 | 797       |
| 2005 | 811       |
| 2023 | 966       |

## Politik

### Gemeinderat
Der Gemeinderat in Willroth besteht aus zwölf Ratsmitgliedern, die bei der Kommunalwahl am 9. Juni 2024 in einer Mehrheitswahl gewählt wurden, und dem ehrenamtlichen Ortsbürgermeister als Vorsitzendem.

### Bürgermeister
Wilfried Schiefer wurde am 20. Juli 2022 Ortsbürgermeister von Willroth. Da für eine am 14. März 2021 angesetzte Neuwahl, die durch die angekündigte Amtsniederlegung des bisherigen Amtsinhabers notwendig geworden war, kein gültiger Wahlvorschlag eingereicht wurde, oblag die Neuwahl des Bürgermeisters dem Gemeinderat. Da dieser zunächst keinen Bewerber finden konnte, kam es zu einer fast 16-monatigen Vakanz, während derer die Amtsgeschäfte durch den Ersten Beigeordneten Karl Kubba ausgeübt wurden. Bei der Direktwahl am 9. Juni 2024 wurde Schiefer als einziger Bewerber mit einem Stimmenanteil von 76,5 % für weitere fünf Jahre wiedergewählt.
Schiefers Vorgänger Richard Schmitt hatte das Amt 2003 übernommen. Zuletzt bei der Direktwahl am 26. Mai 2019 wurde er mit einem Stimmenanteil von 79,84 % in seinem Amt bestätigt. In der Ortsgemeinderatssitzung am 3. September 2020 teilte er allerdings mit, sein Amt zum Zeitpunkt der Landtagswahl 2021 vorzeitig niederzulegen. Die Amtszeit von Richard Schmitt endete am 31. März 2021.

### Wappen
| Wappen von Willroth | Blasonierung: „In Silber eine eingebogenen rote Spitze, darin eine goldbebutzte, silberne Rose, vorne ein durchgehendes rotes Kreuz, hinten eine schwarze Froschlampe mit goldener Flamme.“ |
| Wappen von Willroth | Wappenbegründung: In Anlehnung an das rheinland-pfälzische Wappen ist es dreigeteilt. Das rote Kreuz in Silber ist das kurtrierische Wappen und verdeutlicht die jahrhundertelange Zugehörigkeit zum Kurfürstentum Trier. Trotz Anraten des Landeshauptarchives Koblenz, wurde es dennoch in die Wappengestaltung eingebracht. Begründet wurde dieser Standpunkt mit der Tatsache, dass trierisches Hoheitsgebiet mit der Willrother Gemarkung an wiedisches Gebiet grenzte. Mit der schwarzen Froschlampe auf silbernem Feld will die Gemeinde an den ebenfalls jahrhundertealten Eisenerzbergbau, der bis 1965 umging, erinnern. Die Grube Georg war eine der bedeutendsten Gruben im gesamten siegerländisch-wiedischen Eisenerzbergbau. Die silberne Rose auf rotem Grund ist das Attribut der hl. Theresia von Lisieux, der Kirchen- und Ortspatronin von Willroth. |

## Sehenswürdigkeiten
- Kirche St. Theresa
- Industriedenkmal Grube Georg

→ Liste der Kulturdenkmäler in Willroth

## Wirtschaft
Willroth verfügt über zahlreiche kleinere Handwerks- und Dienstleistungsbetriebe sowie über ein Gewerbegebiet, in dem sich auch größere Betriebe, die die Nähe zur A3 nutzen, angesiedelt haben.

## Verkehr
Durch die Anbindung an die Bundesautobahn 3 Köln-Frankfurt, mit Zu- und Abfahrt Neuwied-Altenkichen (36), der Bundesstraße 256 und der Landesstraße 270 besitzt der Ort eine verkehrsgünstige Lage.
Nahe Willroth befindet sich eine Überleitstelle der Schnellfahrstrecke Köln–Rhein/Main.

## Regelmäßige Veranstaltungen
- Das Sportfest des FC Willroth und das Dorffest werden abwechselnd im Zwei-Jahres-Rhythmus veranstaltet.
- Jedes Jahr ist der weit über die Grenzen Willroths hinaus bekannte Karneval Treffpunkt für hunderte von Fastnachtsjecken.